# 在中華民国パラグアイ大使館
在中華民国パラグアイ大使館（ざいちゅうかみんこくパラグアイたいしかん、スペイン語: Embajada de Paraguay en la República de China、繁体字中国語: 巴拉圭駐中華民國大使館、英語: Embassy of Paraguay in the Republic of China）は、パラグアイが中華民国（台湾）の首都台北市に設置している大使館である。1957年7月12日に両国間の外交関係が樹立された後、1976年に大使館が開設された。

## 住所
台北市士林区天母西路62巷9號7樓

## 大使
2022年8月11日より、カルロス・ホセ・フレイタス・ロドリゲスが特命全権大使を務めている。